# Vejrup Å
Vejrup Å er en å på Fyn. 
Åen udspringer i en af søerne syd for Davinde, løber forbi godset Sanderumgård og krydses af motorvejen. Derefter løber den vest om Marslev tæt på Rågelund Efterskole, videre gennem Bullerup til mundingen i Odense Fjord.